# Rastellino
Rastellino (Rastléin in dialetto bolognese occidentale) è una frazione di 304 abitanti del comune di Castelfranco Emilia, in provincia di Modena.

## Monumenti e luoghi d'interesse

### Architetture religiose
- Chiesa di Santa Maria della Neve, parrocchiale.[2]